# Nongqawuse
Nongqawuse (c. 1841 - 1898) est une femme xhosa vivant en Cafrerie britannique, l'actuel Cap-Oriental en Afrique du Sud. 
Ses prophéties  ont conduit à l'abattage de milliers de bovins appartenant à plusieurs tribus xhosas et à la famine de 1856-1857.

## Biographie

### La prophétesse
Nongqawuse était une jeune fille xhosa, élevée par son oncle sorcier, membre d'une famille xhosa importante du clan des  Gcaleka (en). Depuis 1779, les Xhosa étaient en conflit avec les autorités coloniales du Cap, d'abord néerlandaises puis britanniques ainsi qu'avec les fermiers boers établis dans les environs.

### La prophétie
En février 1856, Nongqawuse, une jeune adolescente, et son amie Nombanda étaient allées chercher de l'eau à proximité de l'embouchure du fleuve Gxarha. Quand elle revint, Nongqawuse déclara à son oncle et tuteur Mhlakaza, spiritualiste xhosa, qu'elle avait entendu des voix et rencontré les esprits de deux de ses ancêtres.
Elle affirma que les esprits lui avaient dit que la puissance des Xhosas serait restaurée, les morts relevés de leurs cendres, le bétail et les végétaux renouvelés, et les Blancs chassés, si le peuple xhosa consentait à abattre tout son troupeau, à brûler ses récoltes et à détruire ses réserves alimentaires. Elle précisa que les houes et les ustensiles de cuisine devaient être également détruits. Le mythe xhosa selon lequel un bétail divin attendait dans un monde souterrain son émergence lors du processus de création continuée du dieu UHlanga rencontrait ainsi l'idée de résurrection apportée par les missionnaires.

### Mise en œuvre de la prophétie
Le sacrifice rituel des bêtes faisait partie des traditions culturelles et religieuses du peuple des Xhosas[réf. nécessaire]. Ceux-ci venaient d'être éprouvés par une épidémie de pleuropneumonie bovine qui obligea à abattre le bétail afin d'éviter la propagation de la maladie. Selon l'anthropologue Françoise Héritier, ce « fléau (…) fournit sans doute le modèle rédempteur de l'abattage ». Les Xhosas avaient aussi été affectés par la variole, tandis que les cultures avaient subi deux années consécutives de sécheresse, accompagnée, « comme dans la Bible » (F. Héritier), de la nielle et du charbon. Par ailleurs, à partir de 1779, les différents conflits avec les Boers puis avec l'armée britannique dans la région située entre les fleuves Grand Kei et Great Fish puis dans le Zuurveld (af) repoussent les Xhosas vers l'est, d'abord au-delà du Great Fish puis au-delà du fleuve Keiskamma (en), une région interfluviale devant servir de zone tampon entre la colonie du Cap et les territoires xhosas, dans des territoires arides, qui ne convenaient pas à leur mode de vie pastoral et plus ou moins nomade. Ces conflits débouchent en 1835 sur l'annexion provisoire de toute la région située entre le Keiskamma et le Grand Kei et baptisée province de la Reine-Adélaïde avant d'être rétrocédée aux Xhosas en 1837 puis de nouveau reprise par l'armée britannique en 1847 pour devenir la cafrerie britannique.
Sous l'effet du rétrécissement du territoire xhosa, la coutume selon laquelle on devait quitter les lieux où il y avait un mort ne pouvait plus être respectée, conduisant à l'absence de séparation spatiale entre le territoire des vivants et des morts.
A l'écoute de ces prophéties, les Xhosas imputèrent leur sort à eux-mêmes et à leur méchanceté (les Anglais parlaient de witchcraft, « sorcellerie »), qui contaminait, pensaient-ils, tout ce qu'ils touchaient, y compris la terre[pas clair]. Cette mauvaiseté englobait la sexualité (adultère, inceste) et les entorses plus ordinaires aux bonnes mœurs.
Bien que dans un premier temps sceptique, Mhlakaza fut convaincu par les prophéties de Nongqawuse et les répéta au chef de tribu, Sarhili. Ce dernier ordonna, après conciliabule et de vifs débats, de procéder à la destruction du bétail (principalement les bovins), des réserves alimentaires et de s'abstenir de semer pour les récoltes. L'ensemble des Gcalekas (en) procédèrent de même, mettant à mort de 300 000 à 400 000 têtes de bétail en un peu plus d'un an. On cessa aussi de cultiver les champs, ainsi que de travailler sur les routes.
Selon la prophétie de Nongqawuse, les esprits allaient balayer les colons et les troupes britanniques. À une date déterminée, le Soleil devait devenir rouge afin de manifester la réalisation de la prophétie.
À la date annoncée de la résurrection des morts pour la pleine lune, le 16 août 1856, la prédiction ne se réalisa pas. Jusque-là, on s'était contenté de vendre le bétail ; on décida alors de l'abattre. Dans le même temps, les Xhosas cessèrent de manger de la viande, afin de faciliter la résurrection de leurs ancêtres. On construisit de nouveaux abris, de nouvelles maisons, de nouveaux silos, de nouveaux parcs à bétails, de nouveaux réservoirs à lait, de nouveaux outils, etc., afin que rien ne restât du monde d'avant.
Les jours et les nuits passèrent sans que le moindre guerrier xhosa ne revînt à la vie. L'échec de la prophétie fut imputé aux récalcitrants, responsables de ce que l'extermination du bétail n'avait pas été complète. La résurrection fut à chaque fois reportée à une date ultérieure mais de violentes querelles achevèrent de plonger la région dans la misère et la famine.
L'échec répété des prophéties signifiait pour les Xhosas qu'ils n'avaient pas réussi à remplir la condition nécessaire. Ils décidèrent de tuer tout le bétail, y compris les poules et les chèvres, et de détruire tous les moyens de subsistance. Ils demandèrent aux colons blancs d'abattre eux aussi leur bétail, et de renoncer à leur sorcellerie, ce qui scandalisa les missionnaires. Leur refus conduisit à alimenter l'idée qu'ils étaient responsables du tragique sort des Xhosas : selon F. Héritier, « on avait enfin trouvé des coupables, mais on avait surtout tué le bétail pour rien ».

### Conséquences
Une terrible famine s'abattit alors sur la région au début du printemps 1857. La population fut affamée, réduite à manger la nourriture des chevaux, de l'herbe, des racines, des écorces de mimosa. Certains s'adonnèrent au cannibalisme. De violentes querelles opposèrent par ailleurs les partisans et les opposants à la prophétie.
Plusieurs milliers de Xhosas fuirent vers la colonie du Cap pour implorer des secours. En fin de compte, cette famine meurtrière tua au moins 40 000 Xhosas, selon les sources administratives et coloniales, en six mois, ce qui entraîna la fin des guerres cafres sur la frontière orientale de la colonie. À la fin de 1858, la population de la Cafrerie britannique était passée, en deux ans, de 105 000 à moins de 27 000 individus.
Nongqawuse prit la fuite pour échapper aux membres de son clan furieux contre elle, et trouva refuge, avec plusieurs milliers de Xhosas, à King William's Town. Arrêtée par les autorités britanniques, elle fut retenue à Robben Island pour sa propre protection avant de passer le reste de sa vie dans une ferme du district d'Alexandria (Cap-Oriental). Elle  mourut en 1898, 17 ans après l'annexion définitive des territoires xhosas à la colonie du Cap.

## L'interprétation
Sarhili comme Sir George Grey, à l'époque gouverneur du Cap, ont été accusés d'avoir manipulé la jeune Nongqawuse. Selon ces accusations, Sarhili aurait trouvé là un prétexte pour attaquer les colons britanniques ; Grey y aurait trouvé un moyen pour défaire la nation xhosa.
Les historiens y ont vu la manifestation millénariste d'un groupe de gens opprimés ou désespérés notamment par de nombreuses maladies qui attaquaient leurs troupeaux. Selon Françoise Héritier, qui parle de « grand Tchernobyl moral », « la pression coloniale, la doctrine chrétienne et les croyances traditionnelles [s'étaient associées] pour permettre le grand massacre ».
Aujourd'hui, la vallée où Nongqawuse est censée avoir rencontré les esprits est encore appelée Intlambo kaNongqawuse (Vallée des Nongqawuse en xhosa).
Un mémorial près de Bisho est dédié aux Xhosas, avec l'inscription : Ici reposent des hommes, femmes et enfants, victimes innocentes de l'abattage catastrophique du bétail de 1856-1857.

### Sources
- (en) Nongqawuse — Prophetess of Doom
- (en) Cattle-Killings (1856-57)
- (en) Death of a Civilization par David Deming (Université d'Oklahoma)
- (fr) Lutte pour la succession en Afrique du Sud : le syndrome de Nongqawuse
- (en) J. B. Peires, The Dead Will Arise: Nongqawuse and the Great Xhosa Cattle-Killing Movement of 1856-7, 1991  (ISBN 0-253-20524-7)
- (en) Frank Welsh, A History of South Africa, 2000, HarperCollins.